# Sympycnus elangeli
Sympycnus elangeli är en tvåvingeart som beskrevs av Becker 1919. Sympycnus elangeli ingår i släktet Sympycnus och familjen styltflugor. Inga underarter finns listade i Catalogue of Life.